# 북제주군 (1988년 선거구)
북제주군은 대한민국의 옛 국회의원 선거구이다. 당시 제주도 북제주군 지역을 관할했다.

## 역사
제13대 국회의원 선거를 앞두고 제주시·서귀포시·북제주군·남제주군 선거구에서 분리되면서 신설되었다.
제17대 국회의원 선거를 앞두고 실시된 선거구 개편으로 인해 북제주군 전역이 제주시 삼양동과 함께 제주시·북제주군 을 선거구를 이루게 됨에 따라 폐지되었다.

## 역대 국회의원
| 선거   | 정당 | 정당         | 의원   |
| ------ | ---- | ------------ | ------ |
| 1988년 |      | 무소속       | 이기빈 |
| 1992년 |      | 무소속       | 양정규 |
| 1996년 |      | 신한국당     | 양정규 |
| 2000년 |      | 새천년민주당 | 장정언 |
| 2002년 |      | 한나라당     | 양정규 |

## 역대 선거 결과

### 대한민국 제13대 국회의원 선거
|  | 45.02% |

|  | 31.45% |

|  | 10.44% |

|  | 9.47% |

|  | 3.59% |

### 대한민국 제14대 국회의원 선거
|  | 54.64% |

|  | 45.35% |

### 대한민국 제15대 국회의원 선거
|  | 30.92% |

|  | 22.60% |

|  | 21.52% |

|  | 20.52% |

|  | 2.55% |

|  | 1.87% |

### 대한민국 제16대 국회의원 선거
|  | 55.23% |

|  | 39.79% |

|  | 2.95% |

|  | 2.01% |

### 2002년 대한민국 재보궐선거
|  | 50.77% |

|  | 49.22% |